# Longueval
Longueval é uma comuna francesa na região administrativa de Altos da França, no departamento de Somme. Estende-se por uma área de 8,53 km². Em 2010 a comuna tinha 279 habitantes (densidade: 32,7 hab./km²).